# Chrysler ME Four-Twelve
La Chrysler Me Four-Twelve è una concept car prodotta dalla casa automobilistica Chrysler nel 2004. Il suo nome, Me Four-Twelve, si riferisce al motore e sta per Mid Engine Four turbocharges Twelve cylinder, ovvero motore centrale di 12 cilindri con quattro turbocompressori.
L'auto è stata esposta per la prima volta al Salone dell'automobile di Detroit nel 2004.

## Caratteristiche tecniche

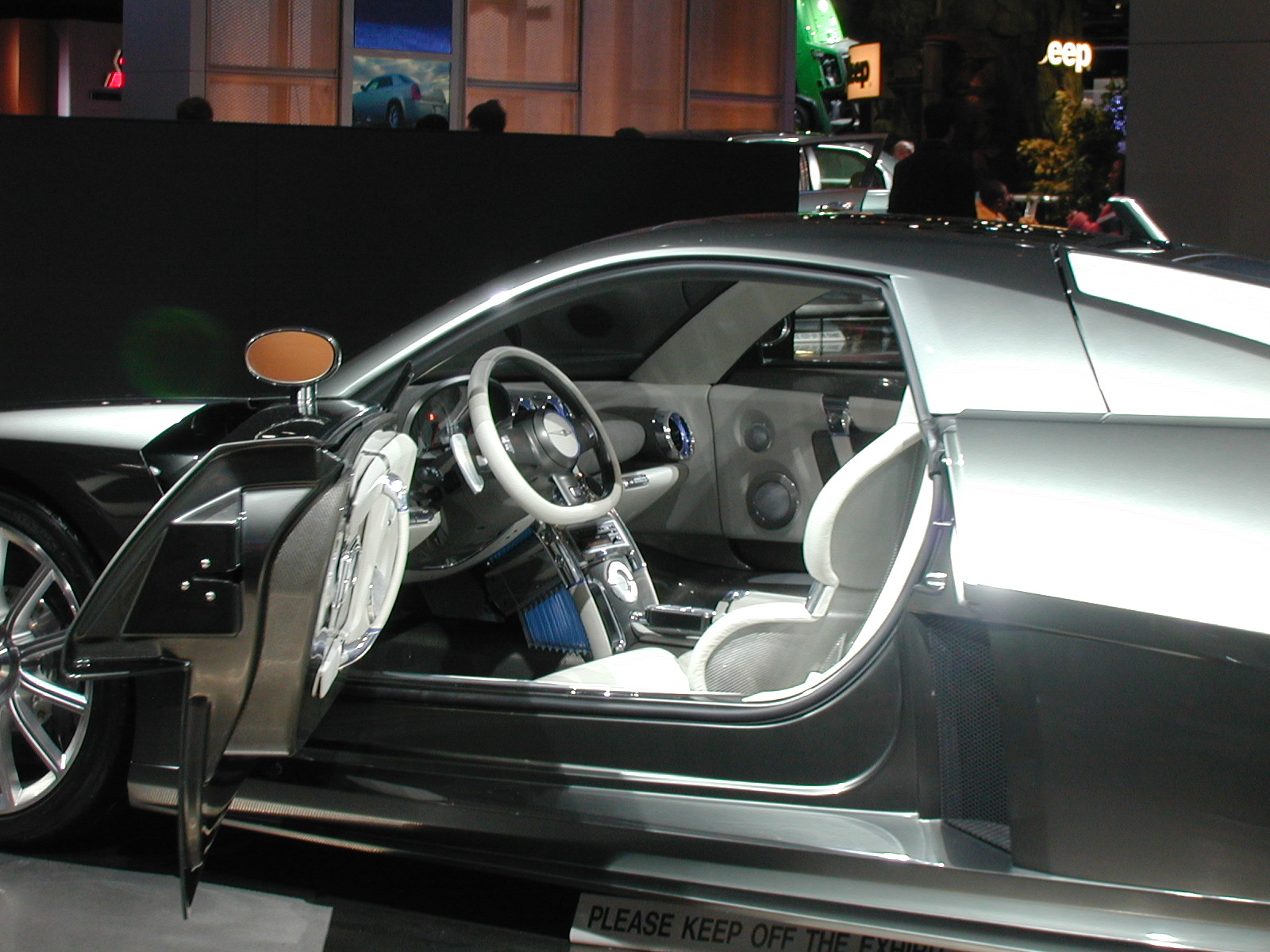
Gli interni

Il motore, è un V12 6.0, sviluppato in collaborazione con AMG, è capace di erogare 850 CV a 6250 giri/minuto. Il propulsore è completamente in alluminio con alberi a camme in testa e 3 valvole per cilindro. L'iniezione, è elettronica sequenziale, con un rapporto di compressione di 9,0:1.
La vettura è dotata di un cambio a 7 marce Ricardo Double Clutch Transmission, con doppia frizione umida e gestione elettronica. Questo cambio, permette tempi di cambiata inferiori ai 200 millesimi di secondo.
La ME Four-Twelve, è inoltre dotata di uno spoiler posteriore che si aziona elettronicamente alle alte velocità per aumentare il carico aerodinamico.
I freni, sono costituiti da dischi da 381 mm in carboceramica con pinze monoblocco in alluminio a sei pistoncini.
Le sospensioni sono dotate di doppi bracci oscillanti di diversa lunghezza in alluminio pressofuso, ammortizzatori orizzontali opposti con regolazione automatica di compressione e di estensione e barra antirollio.

## Prestazioni
Per la vettura sono dichiarate prestazioni elevatissime: accelerazione da 0–100 km/h in 2.9 secondi e una velocità massima di 399 km/h.